# 1306 Scythia
1306 Scythia eller 1930 OB är en asteroid i huvudbältet, som upptäcktes den 22 juli 1930 av den ryske astronomen Grigorij N. Neujmin vid Simeiz-observatoriet på Krim. Den är uppkallad efter Skytien i Asien.
Asteroiden har en diameter på ungefär 66 kilometer och den tillhör asteroidgruppen Ursula.